# Bodenseewickler

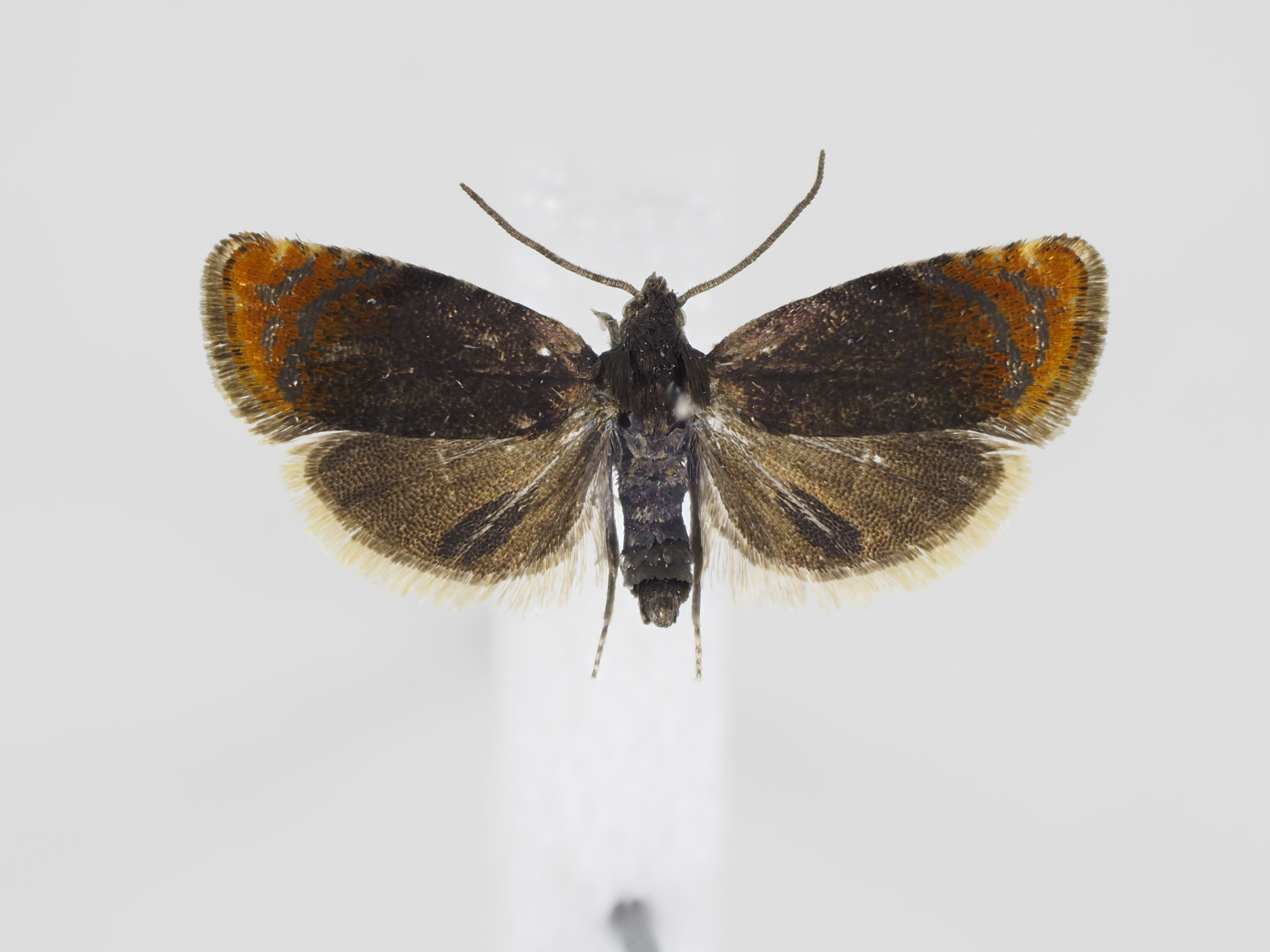
Präparat mit gespannten Flügeln

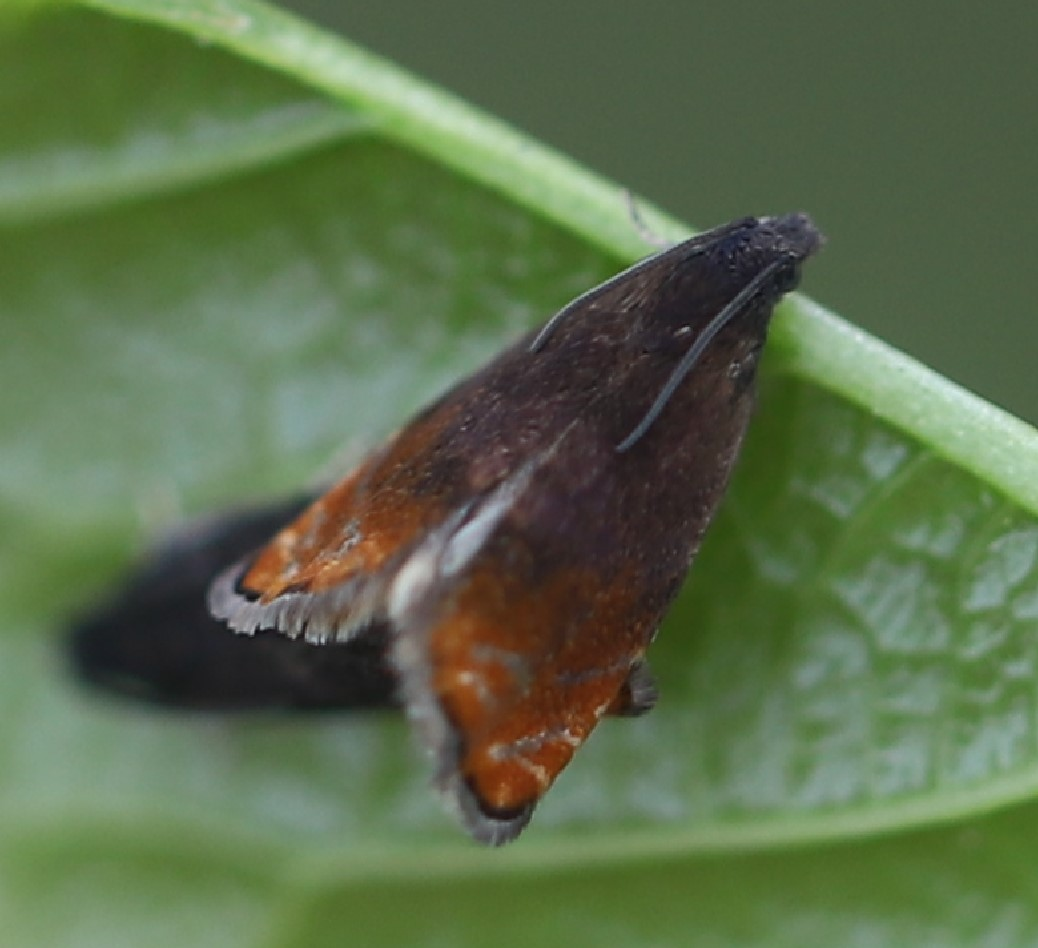

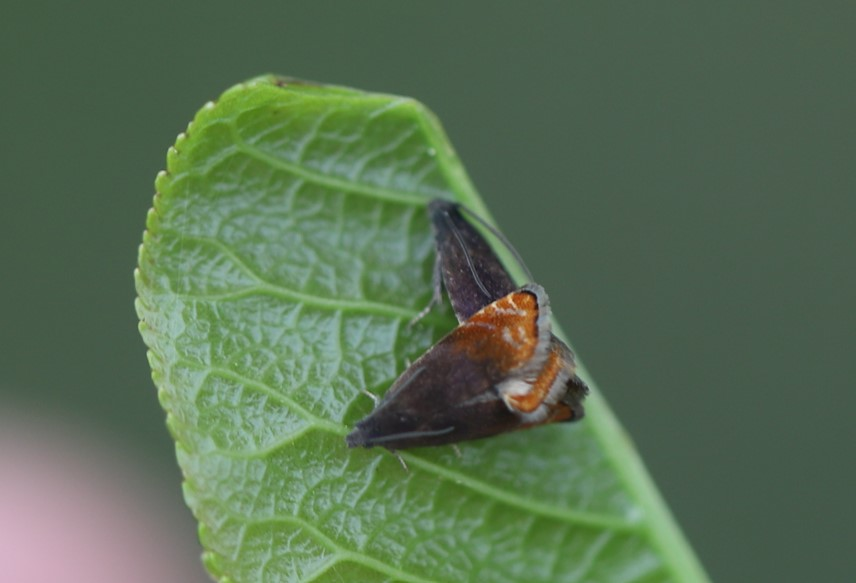
Kopula Anfang April an Gewöhnlicher Traubenkirsche in der Schwetzinger Hardt

Der Bodenseewickler (Pammene rhediella) ist ein Schmetterling aus der Familie der Wickler (Tortricidae). Die Art wurde 1759 von dem schwedischen Entomologen Carl Alexander Clerck als Phalaena rhediella erstbeschrieben. Im deutschsprachigen Raum trägt die Art den Trivialnamen „Bodenseewickler“, vermutlich wegen der großflächigen Apfelplantagen am Nordufer des Bodensees, welche die Art anlocken.

## Merkmale
Die Falter sind unverwechselbar. Sie sind etwa 6 mm lang, die Flügelspannweite beträgt 9–12 mm. Die Vorderflügel sind an der Basis dunkelviolett-grau gefärbt. Die Färbung reicht etwa über zwei Drittel der Flügellänge. Der apikale Teil der Vorderflügel ist orangerot aufgehellt mit mehreren silberfarbenen Streifen, von welchen gewöhnlich einer als ein Band den Hinterrand erreicht. Der Außenrand der Vorderflügel weist einen dunklen Saum auf. Die Hinterflügel sind uniform grau gefärbt.
Die durchscheinend weißen und uhrglasförmigen Eier besitzen einen Durchmesser von 0,6 mm. Die bis zu 12 mm langen weißlichgelb bis rötlich gefärbten Raupen besitzen große, hellbraune Warzen. Der Kopf sowie der Nackenschild sind braun gefärbt. Die Puppe misst 4–5 mm und ist hellbraun gefärbt.

## Verbreitung
Die Art ist in Mittel- und Nordeuropa weit verbreitet. Im Norden reicht das Vorkommen bis in den Süden von Fennoskandinavien und bis nach Schottland. In Irland ist die Art offenbar nicht vertreten. Im Mittelmeerraum gibt es nur wenige Funde. In England ist die Art nur lokal verbreitet und gilt als selten.

## Lebensweise
Pammene rhediella ist eine univoltine Art mit einer Generation im Jahr. Die Flugzeit der tagaktiven Falter dauert von April bis Juni. Die Raupen fressen an zusammengesponnenen Blüten oder an der Oberfläche unreifer Früchte von Weißdornen (Crataegus). Neben Weißdornen dienen in geringerem Umfang auch Roter Hartriegel, Äpfel (Malus), Birnen (Pyrus) und Prunus (darunter verschiedene Kirschen) als Wirtspflanzen. Die Raupen verlassen im Juli die Früchte, um ihre Überwinterungsquartiere aufzusuchen, meist unter Rindenschuppen ihrer Wirtspflanzen. Die Raupen spinnen einen Kokon, in dem sie ihre Diapause verbringen und schließlich überwintern. Gegen Ende des Winters findet im Kokon die Verpuppung statt. Als Agrarschädling im Obstbau tritt die Art speziell bei Äpfeln in Erscheinung. Die Raupen bohren sich ins Fruchtinnere. Der 2 mm breite Fraßgang verläuft am Kerngehäuse vorbei zur Stielbasis. Die Art gilt als ein Schädling im Obstbau mit geringerer Bedeutung. Entsprechend werden nur selten spezielle Gegenmaßnahmen ergriffen.